# Mitochondrialer Tumorsuppressor 1
Der Mitochondriale Tumorsuppressor 1 (MTUS1) ist ein Protein in Wirbeltieren, das bei der Regulation des Zellzyklus eine Rolle spielt. Das menschliche Gen wurde erstmals im Jahr 2003 beschrieben.
Das Protein interagiert mit dem Angiotensin II AT2-Rezeptor, was die Antiproliferation der jeweiligen Zellen und die Hemmung der ERK2-Aktivität des klassischen MAP-Kinase-Wegs unterstützt. Außerdem ist es möglicherweise am intrazellulären Transport des AT2-Rezeptors beteiligt, um als Tumorsuppressorgen zu wirken.

## Proteinfunktion
Beinahe zeitgleich isolierten, amplifizierten und sequenzierten drei Arbeitsgruppen das MTUS1-Gen, das je nach untersuchter Funktion die unterschiedlichen Namen MTSG, ATIP oder ATBP erhalten hat.
2003 wurde erstmals mittels der Differential-Display-Methode ein Gen isoliert, das bei nicht-proliferierenden und ausdifferenzierten Nabelschnurzellen (HUVEC) im Unterschied zu proliferierenden, undifferenzierten Zellen deutlich hochreguliert war. Diesem Gen wurde der Name mitochondrial tumor suppressor gene (MTSG1) gegeben.
Weiterhin bewirkte die rekombinante Expression von MTSG1 eine Hemmung der Zellproliferation in einer pankreatischen Tumorzelllinie. Aufgrund des ermittelten anti-proliferierenden Effekts und unter der Berücksichtigung der Lokalisation des Gens auf Chromosom 8 Genlocus p21.3-22, das bei einer Vielzahl unterschiedlicher Tumorzellen eine Deletion aufweist, fühlten sich die Autoren darin bestätigt, dass MTSG1 ein Tumorsuppressorgen darstellt.
In zwei anderen Arbeitsgruppen wurde an der Fähigkeit des Moleküls an das carboxy-terminale Ende des Angiotensin II AT2-Rezeptors zu binden gearbeitet, was wiederum dessen Expression und des Weiteren die Signalwege des Rezeptors beeinflussen sollte.
Unter Verwendung der cDNA-Bibliothek einer ausgewachsenen menschlichen Lunge wurde eine 1.977 Nukleotide umfassende cDNA, die ein 436 Aminosäuren langes Polypeptid codierte und zudem eine 100%ige Homologie zum MTSG1 aufwies, identifiziert. Aufgrund der neu entdeckten Funktionseigenschaft wurde das Protein human AT2-interacting protein 1 (hATIP1) genannt. Anschließend wurde unter Verwendung der cDNA-Bibliothek einer fetalen Maus das zugehörige Mausmolekül mit dem abgekürzten Namen „mATIP1“, das eine 86%ige Homologie zum „hATIP1“ aufwies isoliert. mATIP1 vermindert die Phosphorylierung der extracellular signal-related kinase 2 (ERK2), des klassischen MAP-Kinase-Weges, falls diese durch Insulin und die Wachstumsfaktoren bFGF (basic fibroblast growth factor) und EGF (epidermal growth factor) stimuliert worden war. Des Weiteren hemmt das vorübergehend transfizierte mATIP1 die Proliferation von CHO-AT2-Klonen und Gefäßmuskelzellen der Ratte, falls diese vorher mit fetalem Kälberserum, EGF, PDGF(platelet-derived growth factor) und bFGF induziert wurde. Diese Effekte benötigten die Anwesenheit des Angiotensin II AT2-Rezeptors und wurden nur ansatzweise durch die Stimulation mit Angiotensin II verstärkt.
Unter Verwendung der cDNA-Bibliothek eines elf Tage alten Mausembryos wurde ein 50 Kilodalton schweres, AT2-Rezeptor-bindendes Protein isoliert und als ATBP50 benannt. ATBP50 ist identisch zum mATIP1. Allerdings berichteten hier die Autoren, dass ATBP50 dazu benötigt wird den AT2-Rezeptor auf optimale Weise auf der Zelloberfläche zu exprimieren. Wie zudem in ATBP50-Knockdown-Experimenten gezeigt wurde (Transfektion mit kurzer, zur ATBP50-mRNA komplementärer RNA), wird ATBP50 auch für die Inhibition der ERK2-Aktivität und die, durch den AT2-Rezeptor vermittelte, Antiproliferation benötigt. 
Bisherige Forschungen konzentrierten sich ausschließlich auf das ATIP1 beziehungsweise ATBP50, obwohl das MTUS1-Gen für eine ganze Familie an Proteinen in der Maus und im Menschen codiert. Die Isoformen ATIP1, 3 und 4 des Menschen und die der Maus ATBP50, 135 und 60 werden durch die alternative Nutzung des Promotors und/oder dem alternativen Spleißen erhalten.

## Regulation der Aktivität
Der hemmende Effekt von ATIP1 bzw. ATBP50 auf die ERK1/2-Aktivität und die Zellproliferation scheint die Anwesenheit, jedoch nicht die Stimulation des AT2-Rezeptors zu benötigen. Dennoch verstärkt die Stimulation mit Angiotensin II den Effekt.

## Interaktionen mit Liganden und anderen Proteinen
ATIP und ATBP wurden mit der Yeast two-hybrid-Methode isoliert, wobei als Köder (bait) das C-terminale Ende des AT2-Rezeptors diente. Zwei Arbeitsgruppen bestätigten zusätzlich durch Ko-immunopräzipitation, dass ATIP1 bzw. ATBP50 mit dem AT2-Rezeptor interagieren. Allerdings enthält die AT2-Rezeptor-bindende Domäne des ATBP50 nicht die letzten 30 Aminosäuren des C-terminalen Endes, die von Nouet et al. (2004) beim ATIP1, als eine 30 Aminosäuren umfassende Poly-Prolin-Sequenz beschrieben wurde. Nach Nouet et al. (2004) gehören 118 Aminosäuren vom äußersten C-terminalen Ende bis zu den mittleren Regionen des ATIP1 zu der interagierenden Domäne.
Die anderen Isoformen ATBP60 und ATBP135 scheinen nach nicht an den AT2-Rezeptor zu binden.
Neben der Bindung an den AT2-Rezeptor wurden jeweils für die Isoformen des ATIP bzw. ATBP die Möglichkeiten zur Homo- und Heterodimerisation beschrieben.

## Regulation der Konzentration
Die Expression des MTUS1 bzw. des ATBP scheint von der Koexpression mit dem AT2-Rezeptor abhängig zu sein, da in AT2-Rezeptor-defizienten Mäusen die ATBP-mRNA-Expression auf bis zu 10 % der normalen Expression reduziert war (Wruck et al. 2005). Des Weiteren ließ sich durch die Stimulation des AT2-Rezeptors mit Angiotensin II die Expression des ATBP steigern.
Ursprünglich als Tumor-Nekrose-Faktor Suppressorgen beschrieben, zeigte das MTUS1 in Tumorzellen, im Vergleich mit Kontrollgewebe, eine stark gesenkte Expression. Bis heute wurden diese Beobachtungen an einem Pankreaskarzinom und an einem Eierstockkarzinom bestätigt.

## Subzelluläre Lokalisation
Die subzelluläre Lokalisation des Moleküls ist in weiten Teilen noch unklar. Sie könnte zelltypspezifisch sein, oder sie könnte sich in Abhängigkeit vom jeweiligen Interaktionspartner ändern. MTSG1 wurde als hauptsächlich am Mitochondrium lokalisiert beschrieben. Außerdem wurde die Existenz einer N-terminalen mitochondrialen Zielsequenz postuliert. ATBP soll wiederum durch eine C-terminale Domäne mit dem Golgi-Apparat interagieren. Diese Beobachtung wird gestützt durch Homologien des ATBP mit Golgi-bindenden „Hook“-Proteinen.

## Spleißvarianten
Einige Isoformen für ATIP bzw. ATBP sind beschrieben. ATIP wurde aus Gewebe des Menschen (hATIP1) und der Maus isoliert. Northern-Blot-Analysen mit einer 3'-ATIP-Sonde ließen drei große mRNA-Transkripte erkennen, die auf den Höhen von 6,9; 4,2 und 1,8 Kilobasen wanderten. Auf der Proteinebene wurden durch Western-Blot-Analysen mittels Antikörpern, die gegen die AT2-Rezeptor-bindende Domäne des ATIP gerichtet waren, vier große Polypeptide detektiert. Diese Polypeptide hatten Molekülmassen von 30, 60, 120 und 180 Kilodalton. Diese könnten verschiedene Isoformen des hATIP darstellen oder das Vorhandensein von post-translationalen Modifikationen oder der Anwesenheit von ATIP-Dimeren widerspiegeln.